# Hlohovčice
Hlohovčice település Csehországban, a Domažlicei járásban. Hlohovčice Poděvousy, Močerady, Srbice, Čermná és Hlohová településekkel határos. Lakosainak száma 174 fő (2024. január 1.).

## Népesség
A település lakosságának változását az alábbi diagram mutatja:
| Lakosok száma | 340  | 326  | 385  | 282  | 230  | 192  | 169  | 169  | 177  | 174  |
|               | 1869 | 1890 | 1921 | 1950 | 1980 | 2001 | 2017 | 2019 | 2022 | 2024 |